# 甲骨四堂
甲骨四堂是指对甲骨学作出重大贡献的四位中国学者，因为他们的字号中包含了“堂”字。
他们是：
- 罗振玉，号雪堂
- 董作賓，字彦堂
- 郭沫若，字鼎堂
- 王国维，晚号观堂

人称：“甲骨四堂，罗董郭王。”
唐兰曾评价他们的殷墟卜辞研究“自雪堂导夫先路，观堂继以考史，彦堂区其时代，鼎堂发其辞例，固已极一时之盛。”他们基本上代表了1949年以前甲骨学研究的成绩，四人的学术贡献相差无几。